# The Marvelous Mrs. Maisel
The Marvelous Mrs. Maisel é uma série de televisão americana de época e comédia dramática, criada por Amy Sherman-Palladino, que estreou em 17 de março de 2017, no Prime Video. A série é estrelada por Rachel Brosnahan como a homônima Miriam "Midge" Maisel, uma dona de casa em 1958 em Nova York, que descobre que tem um talento especial para a comédia stand-up. Após a estréia do episódio piloto, aclamada pela crítica, a série foi escolhida pela Amazon para um pedido da segunda temporada em 10 de abril de 2017.
A primeira temporada foi lançada em 29 de novembro de 2017, para comentários positivos. A série ganhou três prêmios Globo de Ouro (Melhor Série de Televisão – Musical ou Comédia e dois Melhor Atriz – Musical ou Comédia para Brosnahan) e cinco Primetime Emmy Awards, incluindo Melhor Série de Comédia e Melhor Atriz numa Série de Comédia para Brosnahan.  A segunda temporada foi lançada em 5 de dezembro de 2018. A série foi renovada para uma terceira temporada consistindo de oito episódios que estreou em 6 de dezembro de 2019.
No dia 12 de dezembro de 2019 a série foi renovada para uma quarta temporada, lançada em 18 de fevereiro de 2022, com dois episódios lançados semanalmente. Em 17 de fevereiro de 2022, a série foi renovada para uma quinta e última temporada.

## Elenco

### Principal
- Rachel Brosnahan - Miriam "Midge" Maisel
- Michael Zegen - Joel Maisel
- Alex Borstein - Susie Myerson
- Tony Shalhoub - Abe Weissman
- Marin Hinkle - Rose Weissman

### Recorrente
- Kevin Pollak - Moishe Maisel
- Caroline Aaron - Shirley Maisel
- Luke Kirby - Lenny Bruce
- Bailey De Young - Imogene Cleary
- Joel Johnstone - Archie Cleary
- Brian Tarantina - Jackie
- Holly Curran - Penny Pann
- Matilda Szydagis - Zelda
- Cynthia Darlow - Mrs. Moskowitz

### Participação
- Wallace Shawn - Herb Smith
- Jane Lynch - Sophie Lennon
- Gilbert Gottfried
- Nate Corddry - Randall
- Max Casella - Michael Kessler